# Nicola Barker
Nicola Barker (Ely, 30 marzo 1966) è una scrittrice britannica.

## Biografia
Nata a Ely, nella contea del Cambridgeshire, nel 1966, vive e lavora a Londra.
Ha vissuto parte della giovinezza in Sudafrica prima di tornare in Inghilterra all'età di 14 anni.
Completati gli studi al King's College di Cambridge, ha esordito nella narrativa nel 1993 con la raccolta di racconti Love Your Enemies.
Successivamente ha dato alle stampe altre due raccolte e 12 romanzi tradotti in numerosi paesi.
Nella sua carriera ha ricevuto svariati riconoscimenti tra i quali il John Llewellyn Rhys Prize nel 1996 per Heading Inland, l'Hawthornden Prize nel 2008 per Darkmans, l'IMPAC nel 2000 per Disarmati e il Goldsmiths Prize nel 2017 per H(a)ppy.

## Opere

### Romanzi
- Reversed Forecast (1994)
- Small Holdings (1995)
- Disarmati (Wide Open, 1998), Roma, Fazi, 2001 traduzione di Martina Rinaldi ISBN 88-8112-306-1.
- Five Miles from Outer Hope (2000)
- Behindlings (2002)
- L'evidenza dei fatti (Clear: A Transparent Novel, 2004), Pavia, Sartorio, 2008 traduzione di Simona Vinci ISBN 978-88-6009-023-2.
- Darkmans (2007)
- Burley Cross Postbox Theft (2010)
- The Yips (2012)
- In the Approaches (2014)
- The Cauliflower (2016)
- H(a)ppy (2017)
- I Am Sovereign (2019)

### Racconti
- Love Your Enemies (1993)
- Heading Inland (1996)
- The Three Button Trick: Selected Stories (2001)